# Phyllachora urbaniana
Phyllachora urbaniana är en svampart. Phyllachora urbaniana ingår i släktet Phyllachora och familjen Phyllachoraceae.

## Underarter
Arten delas in i följande underarter:
- halonospora
- urbaniana